# Die Zeit der Zigeuner
Die Zeit der Zigeuner (Alternativtitel: Time of the Gypsies, Serbokroatisch: Дом за вешање, Dom za vešanje – „Ein Zuhause zum Aufhängen“) ist ein im Jahre 1988 gedrehter jugoslawischer Film des Regisseurs Emir Kusturica. Fast alle Dialoge des Films werden auf Romanes, der Sprache der Roma gesprochen. Die Zeit der Zigeuner erzählt die Geschichte eines jungen Rom namens Perhan, der magische Kräfte besitzt und unfreiwillig ins kriminelle Milieu gerät. Der Teenager entwickelt sich während des Filmes vom Kind zum Mann.
Die Filmmusik von Goran Bregović basiert auf traditionellen Weisen der Balkan-Region.

## Handlung
Da seine Mutter schon tot ist, lebt Perhan gemeinsam mit seiner gehbehinderten Schwester Danira und seinem unbeherrschten Onkel Merdžan bei seiner geliebten Großmutter Hatidža. Er möchte Azra heiraten, was deren Mutter aber nicht erlaubt, da Perhan ein uneheliches Kind eines slowenischen Soldaten und arm ist. Die beiden kommen sich während der Feiern zum Ederlezi am Fluss näher und versprechen sich einander.
Ahmed, der „Mann mit dem Geld“, kommt mit seinen Brüdern ins Dorf auf Besuch. Merdžan verliert sogar seine Kleidung beim Kartenspiel mit den Besuchern, macht Schulden und kehrt aufgebracht nach Hause zurück. Er braucht Geld, das ihm von seiner Mutter verwehrt wird, woraufhin er das Holzhaus, in dem sie leben, inmitten eines heftigen Sturmes zerstört.
Tags darauf hat Ahmeds kleiner Sohn Atembeschwerden und wird von Hatidža, die sich aufs Heilen versteht, wieder gesund gemacht. Ahmed will sie belohnen, sie trifft mit ihm eine Abmachung: Danira, die Schwester Perhans, muss am Bein operiert werden und Ahmed verspricht, sie in Ljubljana in ein Krankenhaus zu bringen. Nachdem Perhan nicht bei seiner Schwester bleiben kann, entschließt er sich, Ahmed nach Italien, nach Mailand, zu begleiten, wo Ahmed und seine Brüder von Zuhälterei leben. Perhan versucht zuerst auf ehrliche Weise Geld zu verdienen; nachdem ihn jedoch die Zuhälter deshalb erniedrigen, beginnt er zu stehlen und in die Häuser einzubrechen. Einen kleinen Teil der Beute behält er jedes Mal für sich.
Ahmed wird von seinen Brüdern reingelegt, sie verschwinden mit einigen seiner Prostituierten und Bettlern; weil er in Perhan einen vertrauenswürdigen Vertreter seiner Interessen sieht, setzt er ihn als neues Oberhaupt ein. Nach einiger Zeit wird der inzwischen recht wohlhabende Perhan nach Hause geschickt, um „Nachschub“ an Bettlern zu holen. Zuhause angekommen, findet er Azra, die er eigentlich heiraten wollte, schwanger vor. Sie behauptet, es sei sein Kind, Perhan glaubt ihr aber nicht und vermutet, sie sei von seinem Onkel bei einer Vergewaltigung schwanger geworden. Trotz der beständigen Versicherung Azras das Kind sei von ihm, verheiraten sie sich unter der Bedingung, das Neugeborene gleich nach der Geburt wegzugeben. Perhan stellt beim Besuch des Dorfes fest, dass kein Haus für ihn gebaut wird, wie Ahmed es ihm versprochen hatte, und auch Danira nicht operiert wurde, sondern sie gezwungen worden war, in Italien betteln zu gehen. Azra stirbt allein bei der Geburt ihres Kindes. Der Junge wird von Ahmed in seine Bettlerbande aufgenommen.
Nachdem Perhan vier Jahre gesucht hatte, findet er seine Schwester Danira in Rom. Sie bringt ihn zu Perhan junior, der Perhan sehr gleicht, deshalb erkennt er, dass es sich wirklich um seinen eigenen Sohn handelt. Er bringt Danira und seinen Sohn zum Bahnhof, kehrt aber zur Hochzeit Ahmeds, die eben stattfindet, zurück, um sich zu rächen. Mit seinen telekinetischen Fähigkeiten tötet er Ahmed und sticht dessen Brüder nieder, wird am Ende jedoch von Ahmeds Braut erschossen.
Während der Totenwache stiehlt der kleine Perhan die Münzen, die man auf seines Vaters Augen gelegt hatte.

## Auszeichnungen
Bei den Internationalen Filmfestspielen von Cannes  1989 wurde Emir Kusturica als bester Regisseur prämiert, der Film war auch für die Palme d’Or nominiert. Bei der Guldbagge-Verleihung in Schweden 1991 gewann der Film den Preis für den besten ausländischen Film. Die Zeit der Zigeuner war auch als bester ausländischer Film bei den César 1990 in Frankreich nominiert.

## Wissenswertes
Die Melodie, die in einer Szene aus einem Plüschhasen erklingt, ist die des serbischen Liedes Tamo daleko.

## Kritik
„Eine filmische Odyssee, die mit visionären, rauschhaften Bildern Wirklichkeit, Märchen und Legenden der Zigeuner verknüpft. Dabei geht der ebenso ehrliche wie verständnisvolle Film über die Schilderung eines Einzelschicksals hinaus und beschreibt mit Poesie und verhaltenem Witz eine universelle Initiationsreise zwischen Tradition und Moderne, Verlust von Werten und wehmütiger Rückbesinnung“